# Tellervo julia
Tellervo julia är en fjärilsart som beskrevs av Gustaaf Hulstaert 1931. Tellervo julia ingår i släktet Tellervo och familjen praktfjärilar. Inga underarter finns listade i Catalogue of Life.